# 근비 이씨
근비 이씨(謹妃 李氏, 생몰년 미상)는 이림(李琳)과 변한국부인 홍씨(卞韓國夫人 洪氏) 딸이자 고려(高麗) 제32대 군주(君主)였던 고려 우왕(禑王)의 제1비이다. 고성(固城) 출신으로, 판개성부사 이림(李琳)과 홍씨 사이에서 태어났다. 본관은 고성(固城)이다. 생년은 확실하지 않고, 생일은 음력 12월 12일이다.

## 생애
우왕 5년(1379년) 4월에 왕비로 책봉되어 근비(謹妃)가 되었다. 동시에 근비를 위한 부가 설치되어 그 이름을 후덕부(厚德府)라고 하였고, 아버지 이림은 철성부원군(鐵城府院君)에 봉해졌다. 또 근비의 어머니 홍씨는 변한국부인(卞韓國夫人)에, 할머니 이씨는 삼한국대부인(三韓國大夫人)에 봉해졌다. 근비가 책봉될 당시 최고의 권력자는 이인임(李仁任)이었는데, 이인임은 자신의 족질녀가 되는 근비를 우왕의 왕비로 입궁시켜 자신의 지위를 더욱 단단히 하려는 의도를 가지고 있었다. 입궐한 근비는 우왕 6년(1380년) 훗날 창왕(昌王)이 되는 왕자 창을 낳았다.
우왕 14년(1388년) 6월에 요동 정벌의 명을 받아 압록강까지 갔다가 위화도에서 회군하여 개경을 친 우군도통사 이성계(李成桂)와 그 일파에 의해 우왕이 폐위되어 강화도로 쫓겨가고 창왕이 옹립되었다. 그리고 그 모후인 근비는 왕대비에 책봉되었다. 그러나 불과 1년 뒤인 창왕 원년(1389년) 창왕마저 폐위되면서 근비의 아버지 이림은 충주(忠州)로 귀양을 갔다가 죽었고, 우왕과 창왕은 모두 살해되었다.
이후 근비에 대한 기록은 남아있는 것이 없어, 창왕 폐위 후의 그녀에 대한 생애는 물론, 생몰년이나 능지에 대한 것도 알 수가 없다. 《고려사》의 저자들은 우왕과 창왕을 신돈의 후손으로 몰아 왕으로 인정하지 않았기 때문에, 우왕의 후비들은 《고려사》 후비 열전에 수록되지 못했으며, 시호도 받지 못했다.

## 일화
《청파극담》에 보면, 우왕과 창왕이 폐위되고 시해된 뒤에도 근비 이씨는 개경에서 살았는데, 근비의 집에는 살 한 폭이 부러진 병풍이 하나 있었는데 우왕이 부러뜨린 것이었다. 시비(侍婢)가 그걸 고치려 하면 근비는 “선왕께서 친히 부러뜨리신 것이니 고쳐선 안 된다.”라며 반대했고, 우왕의 기일이 되면 눈물을 흘리며 제사를 지냈다. 이성계는 근비와 더불어 영비 최씨에게 정절을 기려 각각 수신전(守信田) 3백 결을 주는데, 근비에게 특별히 3백 결을 더 주었다고 한다.

## 가계
- 아버지 : 이림(李琳, ? ~ 1391년)
- 어머니 : 변한국부인(卞韓國夫人) 홍씨(洪氏, 생몰년 미상)
  - 남편 : 우왕(禑王, 1365~1389 재위 1374년~1388년)
    - 아들 : 창왕(昌王, 1380년~1389년 재위 1388년~1389년)
- 시아버지: 공민왕(恭愍王, 1330~1374 재위 1351~1374)
- 시어머니: 반야(般若, ? ~ 1376)

## 근비 이씨가 등장하는 작품
- 《개국》(KBS, 1983년, 배우:이현정)
- 《추동궁 마마》 1983년~1983년 MBC,배우 : 김창숙
- 《정도전》(KBS, 2014년, 배우:서이안)